# Шиповник рыхлый
Шипо́вник ры́хлый, или Ро́за степна́я (лат. Rósa laxa) — кустарник; вид рода Шиповник семейства Розовые.
Казахское название: Итмұрын қопсыған.
Китайское название: 疏花蔷薇 (shu hua qiang wei).
Rosa laxa является одним из предков многих сортов роз.

## Естественные разновидности
- Rosa laxa var. laxa (syn. Rosa gebleriana Schrenk, Rosa soongarica Bunge)
Китайское название: 疏花蔷薇(原变种) (shu hua qiang wei (yuan bian zhong)). 
Листочки голые с верхней и с нижней стороны. Распространение: Китай (Синьцзян), Монголия, Россия (Сибирь). На высотах от 500 до 1500 метров над уровнем моря[6].
- Rosa laxa var. mollis T. T. Yu & T. C. Ku, 1981
Китайское название: 毛叶疏花蔷薇 (mao ye shu hua qiang wei).
 Листочки густо опушённые с обеих сторон. Распространение: Китай (Северный Синьцзян). На высотах от 600 до 1100 метров над уровнем моря, тополёвые леса, влажные луга, берега рек[7].

## Распространение
Западная Сибирь, Алтай, Памиро-Алай, Северная Монголия, Китай (Синьцзян). Описан из Западной Сибири.
В лесостепной зоне на степных, чаще солонцеватых лугах, по берегам озёр и рек, по окраинам берёзовых и сосновых лесов, на горных склонах. В пойме Иртыша встречается спорадически на возвышенных участках разреженной уремы среди деревьев и кустарников. На открытых луговых пространствах разбросан группами и поодиночке. Больших зарослей не образует. Площадь распространения даёт возможность предполагать, что этот вид возник на территории Казахстана, возможно в бассейне Иртыша, а затем распространился в Акмолинскую область, Джунгарский Алатау и Тянь-Шань.

## Ботаническое описание

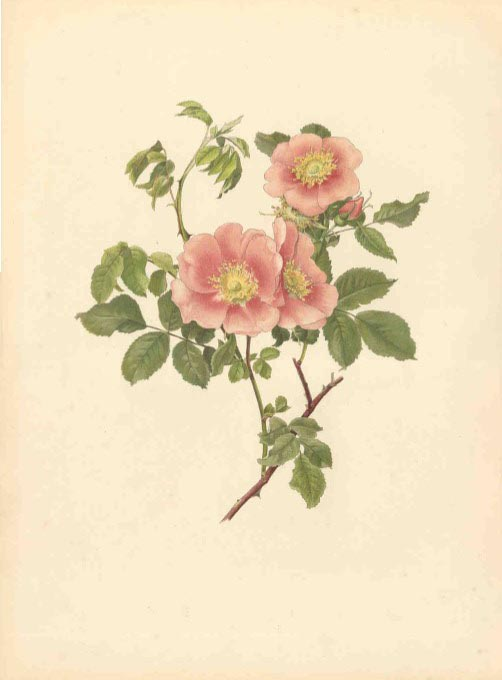
Ботаническая иллюстрация. Художник Альфред Парсонс (1847—1920)

Высота до 1—2 метров. Ветви зелёные, молодые сизоватые с крупными, крепкими, книзу согнутыми, сильно расширенными к основанию шипами. Шипы расположены попарно при основании листьев.
Листья 3—10 см длиной, черешок короткий (1—2,5 см), слабо опушенный с некрупными шипиками, иногда с желёзками. Листочки в числе 5—9, яйцевидные или эллиптические, длиной 1.5—4.5 см, по краю пильчато-зубчатые.
Цветки в щитках по 3—6 на цветоножках, покрытых железистыми шипиками. Венчик 4—5 см в диаметре, бледно-розовый, до беловатого. Доли чашечки ланцетные, с длинным узким, на конце расширенным придатком, по краям опушённые, сверху иногда с рассеянными железками.
Цветоножки длиной 0,5—1.5 см, покрыты желёзками и шипиками, редко голые.
Плоды шаровидные или широкоэллиптические, гладкие, красные с сизоватым налётом.
Цветение в июне-августе, плодоношение в августе-сентябре.
Кариотип: n=14.

## В культуре
Rosa laxa является одним из предков многих сортов роз. В США профессор Н. Е. Хансен (англ. Niels Ebbsen Hansen) использовал шиповник рыхлый для получения зимостойких сортов роз. Семена были привезены им в 1913 году из окрестностей Семипалатинска. Также с этим видом работал известный канадский селекционер Frank L. Skinner.
Зоны морозостойкости: 2b—8b.
Rosa laxa не имеет никакого отношения к подвою роз под названием «laxa».

## Использование
Плоды этого шиповника содержат 2,80—7,44 % аскорбиновой кислоты к абсолютно сухому весу плодов или 3,68—9,79 % к весу мякоти плода, 5,5—9,7 % витаминов группы Р, 2,40—5,75 мг% каротинов и 7,7—20,4 % сахаров.